# Marcos Alonso Peña
Marcos Alonso Peña (Santander, Cantabria, 1 de octubre de 1959 - 9 de febrero de 2023) fue un jugador y entrenador de fútbol español. Jugó durante trece temporadas en la Primera División de España y fue internacional en veintidós ocasiones.
Hijo del también jugador internacional Marcos Alonso Imaz «Marquitos» (1933-2012) y padre del futbolista Marcos Alonso Mendoza (1990). 
Fue comentarista y colaborador habitual del programa Tablero deportivo, de Radio Nacional de España.

## Trayectoria deportiva

### Jugador
Poco antes de cumplir dieciocho años, Marcos debutó en Primera División con el Racing de Santander el 25 de septiembre de 1977. Se iniciaban así dos temporadas en el equipo cántabro, en las que destacó como extremo de gran velocidad y regate, siendo traspasado en agosto de 1979 al Atlético de Madrid.
En el equipo madrileño militó tres temporadas, formando una delantera interesante con el mexicano Hugo Sánchez después de las cuales, tras destacar e iniciar su etapa como internacional, fue fichado por el F. C. Barcelona, club en el que permanecería cinco temporadas, en las que ganaría la totalidad de los títulos que obtuvo como jugador: una Liga, una Copa del Rey, una Supercopa de España y dos Copas de la Liga.
Uno de sus mejores momentos como futbolista lo vivió en 1983 en la final de la Copa del Rey disputada por el F. C. Barcelona en Zaragoza ante su máximo rival, el Real Madrid, cuando anotó en el último minuto el gol que daría la victoria al equipo azulgrana.
Tras cinco temporadas en Barcelona, retorna a Madrid, iniciando una segunda etapa en el Atlético, que se vería marcada por una importante lesión de rodilla.
Tras ello, la 89/90 disputa su última temporada en Primera División, militando en el CD Logroñés. Sin embargo, al año siguiente, acepta la oferta de su primer club, el Racing de Santander, que se encontraba en Segunda B y vuelve a vestirse de corto, contribuyendo al ascenso del equipo cántabro y poniendo punto final a su trayectoria como jugador.

#### Selección nacional
El 25 de marzo de 1981, durante su primera etapa en el Atlético de Madrid, debutó con la Selección Española en el encuentro en que esta obtuvo su primera victoria contra Inglaterra en territorio inglés.
A lo largo de cuatro años disputó un total de 22 partidos con la selección, anotando un gol y siendo convocado por dos seleccionadores, José Emilio Santamaría y Miguel Muñoz. Formó parte del equipo que el 21 de diciembre de 1983 consiguió el histórico 12-1 frente a Malta. Su único gol lo marcó ante Islandia, en su penúltimo encuentro como internacional, el 12 de junio de 1985 en Reikiavik.
Antes de debutar con la selección absoluta había sido internacional en categorías inferiores con España, disputando el Mundial Juvenil Japón 1979 y los Juegos Olímpicos de Moscú 1980.
La relación íntegra de partidos disputados por Marcos con la Selección Española absoluta es la siguiente:
| Fecha      | Competición                         | Estadio                 | Ciudad                    | Partido      | Partido | Partido      |
| ---------- | ----------------------------------- | ----------------------- | ------------------------- | ------------ | ------- | ------------ |
| 25/03/1981 | Amistoso                            | Wembley                 | Londres (Inglaterra)      | Inglaterra   | 1:2     | España       |
| 15/04/1981 | Amistoso                            | Luis Casanova           | Valencia                  | España       | 0:3     | Hungría      |
| 20/06/1981 | Amistoso                            | Das Antas               | Oporto (Portugal)         | Portugal     | 2:0     | España       |
| 23/06/1981 | Amistoso                            | Azteca                  | México, D. F. (México)    | México       | 1:3     | España       |
| 28/06/1981 | Amistoso                            | Olímpico                | Caracas (Venezuela)       | Venezuela    | 0:2     | España       |
| 02/07/1981 | Amistoso                            | El Campín               | Bogotá (Colombia)         | Colombia     | 1:1     | España       |
| 05/07/1981 | Amistoso                            | Nacional                | Santiago de Chile (Chile) | Chile        | 1:1     | España       |
| 14/10/1981 | Amistoso                            | Luis Casanova           | Valencia                  | España       | 3:0     | Luxemburgo   |
| 18/11/1981 | Amistoso                            | Lodzkiklub Sportwy      | Łódź (Polonia)            | Polonia      | 2:3     | España       |
| 27/10/1982 | Clasificación Eurocopa Francia 1984 | La Rosaleda             | Málaga                    | España       | 1:0     | Islandia     |
| 17/11/1982 | Clasificación Eurocopa Francia 1984 | Lansdowne Road          | Dublín (Irlanda)          | Irlanda      | 3:3     | España       |
| 16/02/1983 | Clasificación Eurocopa Francia 1984 | Sánchez Pizjuán         | Sevilla                   | España       | 1:0     | Países Bajos |
| 16/02/1983 | Clasificación Eurocopa Francia 1984 | La Romareda             | Zaragoza                  | España       | 2:0     | Irlanda      |
| 15/05/1983 | Clasificación Eurocopa Francia 1984 | Ta'Qali                 | La Valeta (Malta)         | Malta        | 2:3     | España       |
| 05/10/1983 | Amistoso                            | Parque de los Príncipes | París (Francia)           | Francia      | 1:1     | España       |
| 16/11/1983 | Clasificación Eurocopa Francia 1984 | De Kuip                 | Róterdam (Países Bajos)   | Países Bajos | 2:1     | España       |
| 21/12/1983 | Clasificación Eurocopa Francia 1984 | Benito Villamarín       | Sevilla                   | España       | 12:1    | Malta        |
| 29/02/1984 | Amistoso                            | Nacional                | Luxemburgo (Luxemburgo)   | Luxemburgo   | 0:1     | España       |
| 26/05/1984 | Amistoso                            | Charmilles              | Ginebra (Suiza)           | Suiza        | 0:4     | España       |
| 26/05/1985 | Amistoso                            | Flowers Lodge           | Cork (Irlanda)            | Irlanda      | 0:0     | España       |
| 12/06/1985 | Clasificación Mundial México 1986   | Laugardalsvöllur        | Reikiavik (Islandia)      | Islandia     | 1:2     | España       |
| 25/09/1985 | Clasificación Mundial México 1986   | Benito Villamarín       | Sevilla                   | España       | 2:1     | Islandia     |

### Entrenador
Tras colgar las botas, Marcos Alonso decide continuar ligado al fútbol como entrenador. Sus primeros pasos tienen lugar como segundo entrenador del Atlético de Madrid en 1994, como ayudante de Jorge D'Alessandro.
En 1995 ficha por el Rayo Vallecano, dando así inicio a una etapa que le lleva a dirigir en Primera División a Racing de Santander, Sevilla FC y Real Zaragoza; y a Sevilla FC, Atlético de Madrid, Real Valladolid, Málaga CF y Granada CF en Segunda.

## Clubes

### Como jugador
| Club                | País   | Año       |
| ------------------- | ------ | --------- |
| Racing de Santander | España | 1977-1979 |
| Atlético de Madrid  | España | 1979-1982 |
| F. C. Barcelona     | España | 1982-1987 |
| Atlético de Madrid  | España | 1987-1989 |
| CD Logroñés         | España | 1989-1990 |
| Racing de Santander | España | 1990-1991 |

### Como entrenador
| Club                | País   | Año       |
| ------------------- | ------ | --------- |
| Rayo Vallecano      | España | 1995-1996 |
| Racing de Santander | España | 1996-1998 |
| Sevilla FC          | España | 1998-2000 |
| Atlético de Madrid  | España | 2000-2001 |
| Real Zaragoza       | España | 2001-2002 |
| Real Valladolid     | España | 2004-2006 |
| Málaga CF           | España | 2006-2007 |
| Granada 74          | España | 2007-2008 |

## Palmarés

### Jugador
- 1 Liga Española: 1984/85 (F. C. Barcelona)
- 1 Copa del Rey: 1983 (F. C. Barcelona)
- 1 Supercopa de España: 1983 (F. C. Barcelona)
- 2 Copas de la Liga: 1983 y 1986 (F. C. Barcelona)

## Fallecimiento
Falleció en la mañana del 9 de febrero del 2023, tras una larga enfermedad.